# KO-D Six Man Tag Team Championship
Le KO-D 6-Man Tag Team Championship (que l'on peut traduire par championnat par équipes de trois KO-D)  est un championnat de catch (lutte professionnel) utilisé par la Dramatic Dream Team (DDT). Il a été créé en décembre 2012 devenant le cinquième championnat de la fédération.
À ce jour, les titres ont connu 32 règnes pour 19 équipes championnes.

## Historique des règnes
| # | Équipe                                                                       | Règne | Date             | Jours | Lieu             | Événement                                                   | Défenses Réussies | Notes |
| - | ---------------------------------------------------------------------------- | ----- | ---------------- | ----- | ---------------- | ----------------------------------------------------------- | ----------------- | --- |
| 1 | Team Dream Futures (Keisuke Ishii, Shigehiro Irie et Soma Takao)             | 1     | 12 janvier 2013  | 15    | Osaka, Japon     | DDT Osaka 24 Zone Tour: Nishi-ku                            | 1                 | En battant Team Shiro (Akito, Makoto Oishi et Sanshiro Takagi) pour devenir les premiers champions lors de DDT Osaka 24 Zone Tour: Nishi-ku. |
| 2 | Monster Army (Antonio Honda, Daisuke Sasaki et Yuji Hino)                    | 0     | 27 janvier 2013  | 119   | Tokyo, Japon     | Sweet Dreams! 2013                                          | 2                 | [ 2 ] |
| 3 | Golden☆Rendezvous～ (Gota Ihashi, Kenny Omega et Kōta Ibushi)                | 1     | 26 mai 2013      | 28    | Hiroshima, Japon | Road to Ryogoku 2days in Hiroshima: Dramatic Dream Toukasan | 0                 | [ 3 ] |
| 4 | Monster Army (Antonio Honda, Hoshitango et Yuji Hino)                        | 1     | 23 juin 2013     | 28    | Tokyo, Japon     | What Are You Doing 2013                                     | 0                 | [ 4 ] |
| 5 | Danshoku Dino, Kensuke Sasaki et Makoto Oishi                                | 1     | 21 juillet 2013  | 28    | Tokyo, Japon     | Road to Ryōgoku 2013                                        | 0                 | [ 5 ] |
| 6 | Akebono, Sanshiro Takagi et Toru Owashi                                      | 1     | 18 août 2013     | 127   | Tokyo, Japon     | Ryōgoku Peter Pan 2013                                      | 2                 | [ 6 ] |
| 7 | Team Homo Sapiens (Aja Kong, Danshoku Dino et Makoto Oishi)                  | 1     | 23 décembre 2013 | 62    | Tokyo, Japon     | Never Mind 2013                                             | 1                 | [ 7 ] |
| 8 | Team Dream Futures (Keisuke Ishii, Shigehiro Irie et Soma Takao)             | 2     | 23 février 2014  | 48    | Tokyo, Japon     | Into The Fight 2014                                         | 1                 | [ 8 ] |
| 9 | Golden☆Storm Riders (Daisuke Sasaki (2), Kenny Omega (2) et Kōta Ibushi (2)) | 2     | 12 avril 2014    | 22    | Kasukabe, Japon  | Pro-Wrestling Road to Saitama Super Arena 2nd               | 1                 | [ 9 ] |